# Narciso Ibáñez Menta
Narciso Ibáñez Menta, né le 25 août 1912 dans les Asturies en Espagne, mort le 15 mai 2004 à Madrid, est un acteur espagnol de cinéma, de théâtre et de télévision.

## Biographie
Né dans les Asturies, il fait ses débuts au théâtre à Buenos Aires en 1919. Il développe sa carrière en Argentine entre 1931 et 1964, puis revient en Espagne où il se produit surtout pour la télévision. Il a aussi été directeur de théâtre. Il a été marié successivement avec les actrices Pepita Serrador et Laura Hidalgo. Il est le père du scénariste et réalisateur Narciso Ibáñez Serrador

## Filmographie

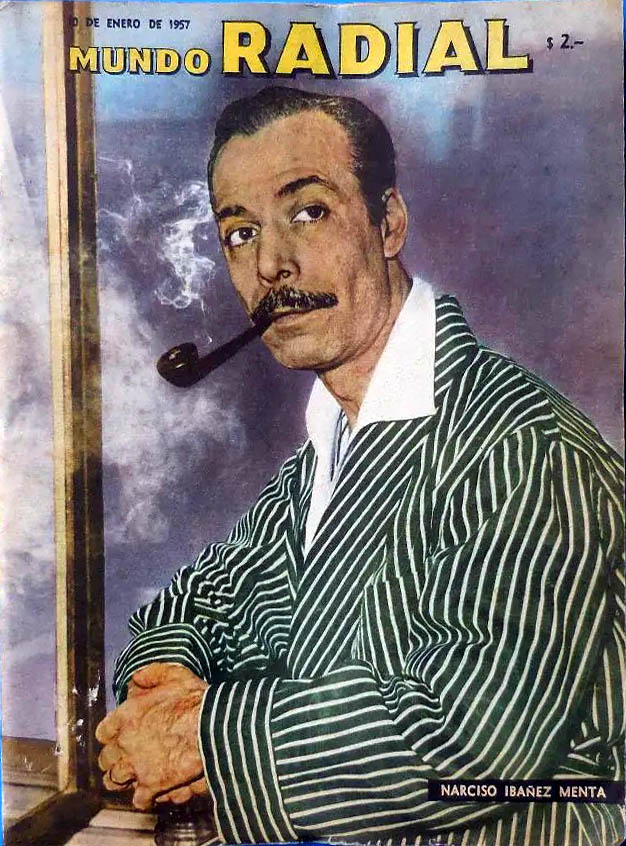
Narciso Ibáñez Menta en couverture d'un magazine en 1957.

### Cinéma
- 1942 : Una luz en la ventana
- 1942 : Historia de crímenes
- 1945 : Cuando en el cielo pasen lista
- 1947 : El que recibe las bofetadas
- 1947 : Corazón
- 1949 : Vidalita
- 1949 : Almafuerte
- 1950 : La muerte está mintiendo
- 1951 : Derecho viejo
- 1951 : La calle junto a la luna
- 1952 : La bestia debe morir
- 1953 : Fin de mes
- 1954 : Un hombre cualquiera
- 1954 : Tres citas con el destino
- 1957 : Cinco gallinas y el cielo
- 1958 : Procesado 1040
- 1960 : Obras Maestras del Terror
- 1964 : La cigarra no es un bicho
- 1967 : Pasto de fieras
- 1969 : Deux fois traître (Due volte Giuda)
- 1969 : Aventura en Hong Kong
- 1973 : La saga de los Dracula
- 1974 : Odio mi cuerpo
- 1976 : Los muchachos de antes no usaban arsénico
- 1976 : Lucecita
- 1976 : Sabado, chica, motel, que lio aquel
- 1977 : Tres dias de noviembre
- 1978 : Préstamela esta noche
- 1980 : Viaje al más allá
- 1980 : Yo hice a Roque III
- 1981 : El retorno del hombre lobo
- 1982 : Los líos de Estefanía
- 1982 : El ser
- 1984 : Sal gorda
- 1986 : Más allá de la muerte
- 1997 : Sólo se muere dos veces
- 1998 : ¡Qué vecinos tan animales!